# Шёнхубер, Франц
Франц Шёнхубер (нем. Franz Xaver Schönhuber), 10 января 1923 — 27 декабря 2005) — немец, член нацистской партии, в рядах СС дослужился до звания — унтершарфюрер. После войны и до конца жизни занимался журналистикой. Активный политик и автор публикаций. Основатель и председатель национально-консервативной политической партии Германии — «Республиканцы».

## Биография
Франц Шёнхубер родился 10 января 1923 года в городе Тросберг. Отец был мясником и держателем крупного рогатого скота. После окончания средней школы в Мюнхене Франц пробовал поступить в лётное училище Люфтваффе, но по состоянию здоровья не прошёл отбор. После этого его кандидатуру одобрили войска СС и он был зачислен в состав Лейб-штандарта СС Адольф Гитлер. Был награждён железным крестом II-й степени.
Долгое время Шёнхубер был главным редактором мюнхенского таблоида «Tz», а затем начальником отдела Bayerischer Rundfunk, для которого он редактировал популярный телесериал «Jetzt red’i». В это время он издает книгу «Я был там» (нем. Ich war dabei) в которой защищал свое прошлое в войсках СС. После этого последовало его незамедлительное увольнение в 1982 году.
В 1983 году Шёнхубер организовал партию «Республиканцы» в основном из бывших членов Христианско-социального союза Германии. В 1989 году члены партии вошли в состав палаты депутатов Берлина, а Шёнхубер стал депутатом Европарламента с 1989 по 1994 год. В 1995 году он вновь возглавил руководство партией, но на это время пришёлся спад их поддержки со стороны избирателей. Имея за плечами опыт работы в Европарламенте он пытался переформатировать вектор развития партии, ориентируясь на европейское правовое движение.
Франц Шёнхубер умер в ночь на воскресенье 27 ноября 2005 года в возрасте восьмидесяти двух лет. Причиной смерти стала легочная эмболия на фоне разразившегося гриппа.